# King Parrot Creek
King Parrot Creek är ett vattendrag i Australien. Det ligger i delstaten Victoria, omkring 79 kilometer norr om delstatshuvudstaden Melbourne.
Trakten runt King Parrot Creek består till största delen av jordbruksmark. Runt King Parrot Creek är det mycket glesbefolkat, med 4 invånare per kvadratkilometer. Genomsnittlig årsnederbörd är 1 167 millimeter. Den regnigaste månaden är juli, med i genomsnitt 136 mm nederbörd, och den torraste är januari, med 46 mm nederbörd.